# ホヴァサウルス
ホヴァサウルス（Hovasaurus）は始鰐目に属する双弓類の絶滅属。現在のマダガスカルに当たる場所にペルム紀後期から三畳紀前期にかけて棲息していた。P-T境界大量絶滅の生存者であり、地質学的に最も新しいタンガサウルス科のメンバーである。

## 記載

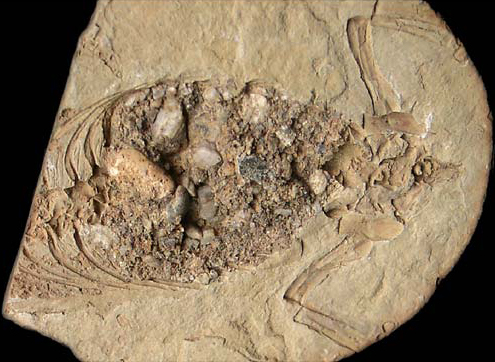
胃石とともに産出した標本

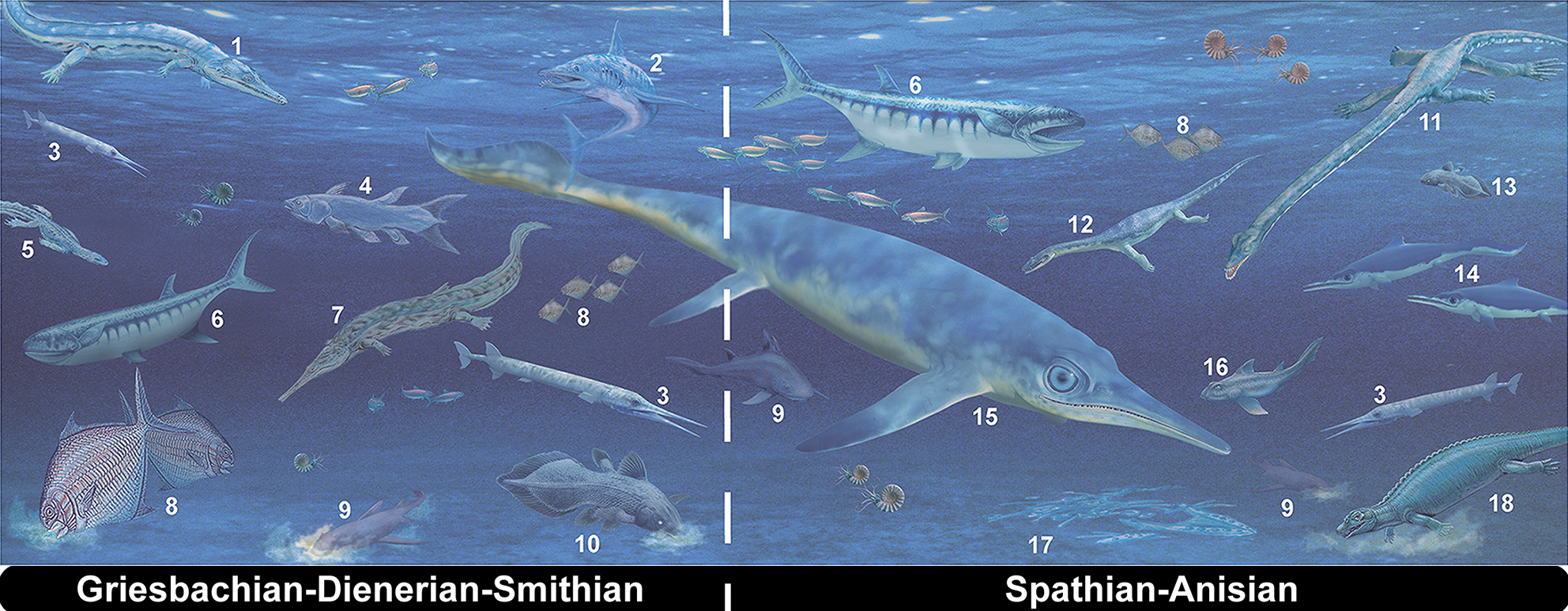
ホヴァサウルス（番号5）と他の三畳紀海棲捕食者

ホヴァサウルスは全長50センチメートルほどの細長いトカゲ型の体型をしており、全長の2/3は長い尾が占めていた。水棲生活によく適応しており、その尾はウミヘビと同じように側偏していた。ホヴァサウルス化石の腹部からはいくつかの石が見つかっており、この生物が魚を狩る際に浮上してしまうのを防ぐためそれらの石をバラストとして飲み込んでいたと考えられている。